# Hartenius
Hartenius is een geslacht van kevers uit de familie  
kniptorren (Elateridae).
Het geslacht werd voor het eerst wetenschappelijk beschreven in 2008 door Giuseppe Platia.

## Soorten
Het geslacht omvat de volgende soort:
- Hartenius narci Platia, 2008